# Gabrieła Pejczewa
Gabrieła Georgiewa Pejczewa (bg. Габриела Георгиева Пейчева; ur. 7 czerwca 1995) – bułgarska zapaśniczka walcząca w stylu wolnym. 
Zajęła jedenaste miejsce na mistrzostwach Europy w 2017. Trzecia na ME U-23 w 2016 roku.